# George Westwell
George Leslie Cedric Westwell (1931-2001) foi arquidiácono de Malta de 1985  a 1992.
Westwell foi educado no Lichfield Theological College e ordenado em 1963. Depois o curato em Rothwell e Armley ocupou posições clericais em Otham e Maidstone.
Ele morreu em 22 de junho de 2001.